# Melicope homoeophylla
Melicope homoeophylla är en vinruteväxtart som beskrevs av Albert Charles Smith. Melicope homoeophylla ingår i släktet Melicope och familjen vinruteväxter. Inga underarter finns listade i Catalogue of Life.